# Basilique du Sacré-Cœur de Varsovie
Cette  basilique n’est pas la seule basilique du Sacré-Cœur.
L'église catholique du Sacré-Cœur de Jésus (en polonais Bazylika Najświętszego Serca Jezusowego) dans l'arrondissement de Praga-Północ de Varsovie est une basilique mineure appartenant aux Salésiens de Don Bosco, située sur la rive orientale de la Vistule.

## Histoire

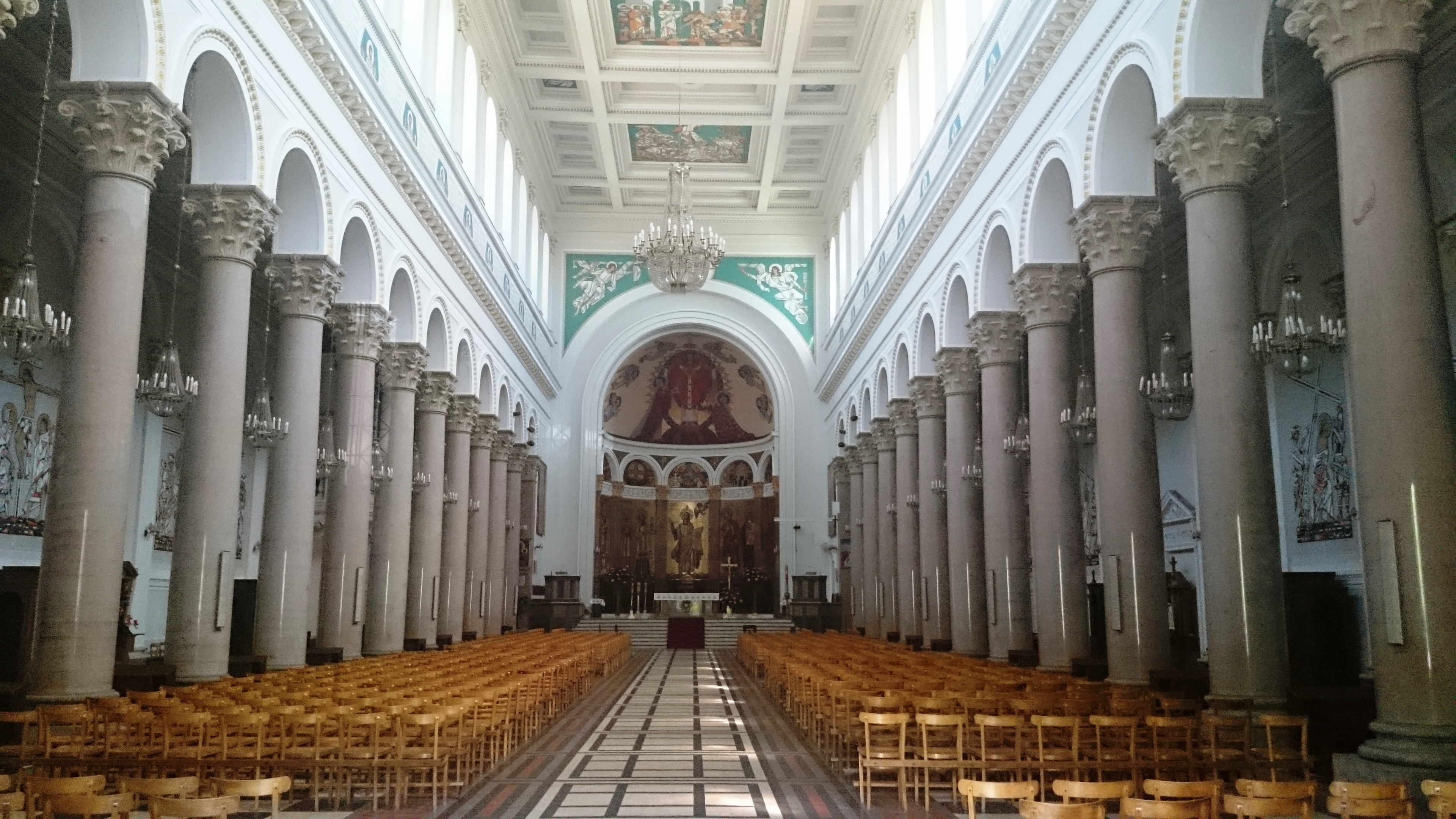
Intérieur.

L'église a été construite de 1907 à 1923 par Łukasz Wolski dans le style néoclassique à l'initiative de Michał Piotr Radziwiłł en tant qu'église des Salésiens de Don Bosco sur le modèle de la basilique papale romaine de Saint-Paul-hors-les-Murs. La construction fut interrompue par la Première Guerre mondiale et ne fut achevée qu'en 1923 par Hugon Kuder, dont le nonce du Vatican à Varsovie Achille Ratti, qui deviendra plus tard le pape Pie XI, a supervisé. La même année, elle reçut le rang de basilique mineure .
L'église étant située sur la rive orientale de la Vistule, elle n'a été que marginalement endommagée pendant la Seconde Guerre mondiale (au moment de l'insurrection de Varsovie, la rive orientale de la Vistule était déjà occupée par l'Armée rouge), mais a été pillée par la Wehrmacht.

## Localisation géographique
L'église est située à Praga-Północ, arrondissement de Varsovie, sur la rue Kawęczyńska (rive est de la Vistule).